# Кльонов Петро Семенович
Петро́ Семе́нович Кльо́нов (4 березня 1894, Саратов, Російська імперія — 23 лютого 1942) — радянський генерал-лейтенант (1940). Репресований під час Другої світової війни.

## Біографія
Народився в сім'ї службовця. Закінчив гімназію в Саратові, працював канцеляристом у банку. Учасник Першої світової війни, дослужився до штабскапітана.
Із 1918 року — в Червоній армії. Учасник Громадянської війни в Росії. Командував батальйоном, полком, бригадою, 5-ю стрілецькою дивізією. Після війни командував спершу 55-ю окремою стрілецькою бригадою, а згодом 2-ю прикордонною дивізією військ ВЧК. У травні — липні 1923 року командував 21-ю стрілецькою дивізією.
У 1923—1924 роках — начальник Київської військово-інженерної школи, у 1924—1930 роках — начальник Київської військової школи зв'язку. У 1930—1934 роках — командир 31-ї стрілецької дивізії. Закінчив курси при Військовій академії імені М. В. Фрунзе (1930). У 1934—1936 роках викладав у Військовій академії імені Фрунзе.
У 1936—1938 роках — заступник начальника штабу Приволзького військового округу. У 1938—1940 роках — начальник штабу того ж округу. У 1939 році без відриву від службових обов'язків закінчив Академію Генерального штабу. Із липня 1940 року — начальник штабу Прибалтійського особливого військового округу.

### Німецько-радянська війнаі репресії
Із 22 червня по 1 липня 1941 року — начальник штабу Північно-Західного фронту. Втратив управління військами, які були оточені і розгромлені німцями. Знятий з посади й заарештований органами НКВС. Був звинувачений у зраді. Крім цього, Кльонова звинуватили у зв'язках з «ворогами народу» Дибенком і Каширіним. 23 лютого 1942 року розстріляний. Посмертно реабілітований.

## Військові звання
- Комбриг (1935)
- Комдив (1938)
- Генерал-лейтенант (1940)

## Нагороди
- Орден Червоного Прапора
- Медаль «XX років РСЧА»